# Silkouka
Silkouka, parfois orthographié Sikouka, est une commune rurale située dans le département de Toécé de la province du Bazèga dans la région du Centre-Sud au Burkina Faso.

## Géographie
Silkouka est situé à 10 km l'ouest de Toécé et à 1 km au nord de Nagnesna.

## Santé et éducation
Le centre de soins le plus proche de Silkouka est le centre de santé et de promotion sociale (CSPS) de Nagnesna.